# Abdul-Zaher Al-Saka
Pour les articles homonymes, voir Saka.
Abdul-Zaher Al-Saka est un footballeur égyptien né le 30 janvier 1974 à Mansourah.
Il a remporté la Coupe d'Afrique des nations 2006 avec l'équipe d'Égypte.